# Limours
Limours is een gemeente in het Franse departement Essonne (regio Île-de-France) en telt 6414 inwoners (2004). De plaats maakt deel uit van het arrondissement Palaiseau.

## Geografie
De oppervlakte van Limours bedraagt 14,2 km², de bevolkingsdichtheid is 451,7 inwoners per km².
De onderstaande kaart toont de ligging van Limours met de belangrijkste infrastructuur en aangrenzende gemeenten.

## Demografie
Onderstaande figuur toont het verloop van het inwonertal (bron: INSEE-tellingen).